# Copenhagen EU Office
Greater Copenhagen EU Office (GCPHEU) er det fælles EU-kontor i Bruxelles for Region Hovedstaden, Region Sjælland, regionernes 46 kommuner, Københavns Universitet, Danmarks Tekniske Universitet, Roskilde Universitet og Copenhagen Business School.
Greater Copenhagen EU Office hjælper og rådgiver inden for fem områder: projektudvikling, interessevaretagelse, netværksopbygning, positionering og kompetenceudvikling. Kontoret arbejder for at skabe internationalt fokuseret innovationssamarbejde mellem region, kommuner, universiteter og virksomheder.
Kontorets direktør er Birgitte Wederking.